# Halloween Havoc
Halloween Havoc è stato un pay-per-view di wrestling della WCW durato dal 1989 al 2000. Era il tradizionale evento che veniva trasmesso nel periodo della festività di Halloween e conteneva spesso match dalla stipulazione curiosa e grandguignolesca. Le prime due edizioni furono prodotte dalla National Wrestling Alliance, per poi passare sotto il controllo della federazione affiliata WCW. Le ultime cinque edizioni si svolsero nella MGM Grand Garden Arena a Paradise, in Nevada.

## Edizioni

### 1989
Il main event dell'evento fu un Thunderdome match nel quale Ric Flair e Sting si scontrarono con Terry Funk e The Great Muta. Flair & Sting ottennero la vittoria quando il manager di Funk & Muta, Gary Hart, gettò la spugna sul ring per il suo team.
| N. | Risultati | Stipulazione                                         | Durata |
| -- | --- | ---------------------------------------------------- | ------ |
| 1  | Tom Zenk sconfigge Mike Rotunda | Single match                                         | 13:23  |
| 2  | The Samoan Swat Team (Samu, Fatu e The Samoan Savage) sconfiggono The Midnight Express (Bobby Eaton e Stan Lane) e "Dr. Death" Steve Williams (con Jim Cornette)        | Tag team match                                       | 18:16  |
| 3  | Tommy Rich sconfigge The Cuban Assassin | Single match                                         | 08:26  |
| 4  | The Fabulous Freebirds (Jimmy Garvin e Michael Hayes) sconfiggono The Dynamic Dudes (Shane Douglas e Johnny Ace) (con Jim Cornette) e mantengono i titoli di Coppia NWA | Tag team match per l'NWA World Tag Team Championship | 11:28  |
| 5  | I Doom (Ron Simmons e Butch Reed) (con Woman) sconfiggono gli Steiner Brothers (Rick Steiner e Scott Steiner)                                                           | Tag team match                                       | 15:26  |
| 6  | Lex Luger sconfigge Brian Pillman e mantiene l'NWA United States Championship                                                                                           | Single match per l'NWA United States Championship    | 16:48  |
| 7  | The Road Warriors (Road Warrior Hawk e Road Warrior Animal) (con Paul Ellering) sconfiggono gli Skyscrapers (Sid Vicious e Dan Spivey) (con Teddy Long) per squalifica  | Tag team match                                       | 11:39  |
| 8  | Ric Flair e Sting (con Ole Anderson) sconfiggono The Great Muta e Terry Funk (con Gary Hart) (con Bruno Sammartino come arbitro speciale)                               | Thunderdome match                                    | 21:55  |

### 1990
Il main event dell'evento fu l'incontro per l'NWA World Heavyweight Championship tra il campione Sting e lo sfidante Sid Vicious. Sid inizialmente pensava di aver vinto il match, dopo che aveva colpito Sting con una bodyslam dalla corda più alta, con Sid che gli cadde addosso per raccogliere la vittoria tramite schienamento. Mentre i fuochi d'artificio scoppiavano e i palloncini cadevano dal soffitto, Sting uscì da dietro le quinte e rivelò che l'uomo sul ring era in realtà Barry Windham. Windham, truccato da Sting, si era scambiato di posto con Sting durante l'evento principale, dopo che Sid aveva attaccato  quest'ultimo nel backstage prima dell'incontro. Il vero Sting salì sul ring, colpì Vicious con la sua mossa Stinger Splash ed ottenne la vittoria. Lo show si concluse dopo l'intervista di Sting con Jim Ross riguardo al match e a The Black Scorpion.
| N.         | Risultati | Stipulazione                                                 | Durata |
| ---------- | --- | ------------------------------------------------------------ | ------ |
| Dark Match | Tim Horner sconfigge Barry Horowitz                                                                                          | Single match                                                 | 08:35  |
| Dark Match | Rip Rogers sconfigge Reno Riggins                                                                                            | Single match                                                 | 03:57  |
| 1          | Tommy Rich e Ricky Morton sconfiggono The Midnight Express (Bobby Eaton e Stan Lane) (con Jim Cornette)                      | Tag team Match                                               | 20:49  |
| 2          | Terry Taylor sconfigge Bill Irwin                                                                                            | Single match                                                 | 11:47  |
| 3          | Brad Armstrong sconfigge J.W. Storm                                                                                          | Single match                                                 | 05:04  |
| 4          | The Master Blasters (Blade e Steel) sconfiggono The Southern Boys (Tracy Smothers e Steve Armstrong)                         | Tag team match                                               | 07:17  |
| 5          | The Fabulous Freebirds (Jimmy Garvin e Michael Hayes) sconfiggono The Renegade Warriors (Chris Youngblood e Mark Youngblood) | Tag team match                                               | 17:28  |
| 6          | The Steiner Brothers (c) (Rick Steiner e Scott Steiner) sconfiggono The Nasty Boys (Brian Knobbs e Jerry Sags)               | Tag team match per l'NWA United States Tag Team Championship | 15:24  |
| 7          | The Junkyard Dog sconfigge Moondog Rex                                                                                       | Single match                                                 | 03:15  |
| 8          | Doom (c) (Ron Simmons e Butch Reed) contro Ric Flair e Arn Anderson termina con un doppio count-out                          | Tag team match per l'NWA World Tag Team Championship         | 18:20  |
| 9          | Stan Hansen sconfigge Lex Luger (c)                                                                                          | Single match per l'NWA United States Championship            | 09:30  |
| 10         | Sting (c) sconfigge Sid Vicious                                                                                              | Single match per l'NWA World Heavyweight Championship        | 12:38  |

### 1991
Il main event dello show fu un Two out of three falls match per il titolo WCW World Heavyweight Championship, in cui il campione Lex Luger sconfisse Ron Simmons. Altro match molto pubblicizzato dell'evento fu un Chamber of Horrors match tra la squadra composta da El Gigante, Sting, e The Steiner Brothers (Rick Steiner & Scott Steiner) e quella composta da Abdullah the Butcher, The Diamond Studd, Cactus Jack e Big Van Vader. Brian Pillman si laureò primo WCW Light Heavyweight Champion sconfiggendo Richard Morton nella finale del torneo per l'assegnazione della nuova cintura.
| N. | Risultati | Stipulazione                                                                  | Durata |
| -- | --- | ----------------------------------------------------------------------------- | ------ |
| 1  | El Gigante, Sting, & The Steiner Brothers (Rick & Scott) sconfiggono Abdullah the Butcher, The Diamond Studd, Cactus Jack e Big Van Vader | Chamber of Horrors match                                                      | 12:33  |
| 2  | Big Josh & PN News sconfiggono The Creatures (Joey Maggs & Johnny Rich)                                                                   | Tag team match                                                                | 05:16  |
| 3  | Bobby Eaton sconfigge Terrance Taylor | Single match                                                                  | 16:00  |
| 4  | Johnny B. Badd sconfigge Jimmy Garvin | Single match                                                                  | 08:16  |
| 5  | Steve Austin (c) pareggia con Dustin Rhodes per limite di tempo                                                                           | Single match per il titolo WCW World Television Championship                  | 15:00  |
| 6  | Bill Kazmaier sconfigge Oz | Single match                                                                  | 03:59  |
| 7  | Van Hammer sconfigge Doug Somers | Single match                                                                  | 01:13  |
| 8  | Brian Pillman sconfigge Richard Morton | Single match per il titolo WCW Light Heavyweight Championship                 | 12:45  |
| 9  | The WCW Halloween Phantom sconfigge Tom Zenk                                                                                              | Single match                                                                  | 01:27  |
| 10 | The Enforcers (c) (Arn Anderson & Larry Zbyszko) sconfiggono The Patriots (Todd Champion & Firebreaker Chip)                              | Tag team match per i titoli WCW World Tag Team Championship                   | 09:51  |
| 11 | Lex Luger (c) (con Harley Race) sconfigge Ron Simmons (con Dusty Rhodes)                                                                  | Two out of three falls match per il titolo WCW World Heavyweight Championship | 18:59  |

Torneo per il titolo WCW Light Heavyweight Championship
|  | Quarti di finale (TV) | Quarti di finale (TV) | Quarti di finale (TV) |                |       | Semifinali (TV) | Semifinali (TV) | Semifinali (TV) |  |  | Finale (PPV) | Finale (PPV)  | Finale (PPV) |
|  |                       |                       |                       |                |       |                 |                 |                 |  |  |              |               |              |
|  | 1                     | Brian Pillman         |                       |                |       |                 |                 |                 |  |  |              |               |              |
|  | 8                     | BYE                   |                       |                |       |                 |                 |                 |  |  |              |               |              |
|  | 8                     | BYE                   | Brian Pillman         |                |       |                 |                 |                 |  |  |              |               |              |
|  |                       |                       |                       |                |       |                 |                 |                 |  |  |              |               |              |
|  |                       |                       | Badstreet             |                |       |                 |                 |                 |  |  |              |               |              |
|  | 4                     | Joey Maggs            |                       |                |       |                 |                 |                 |  |  |              |               |              |
|  | 4                     | Joey Maggs            |                       |                |       |                 |                 |                 |  |  |              |               |              |
|  | 5                     | Badstreet             |                       |                |       |                 |                 |                 |  |  |              |               |              |
|  |                       |                       |                       |                |       |                 |                 |                 |  |  |              | Brian Pillman | Schienamento |
|  |                       |                       |                       | Richard Morton | 12:45 |                 |                 |                 |  |  |              |               |              |
|  | 3                     | Mike Graham           |                       |                |       |                 |                 |                 |  |  |              |               |              |
|  | 6                     | Terrence Taylor       |                       |                |       |                 |                 |                 |  |  |              |               |              |
|  | 6                     | Terrence Taylor       | Mike Graham           |                |       |                 |                 |                 |  |  |              |               |              |
|  |                       |                       |                       |                |       |                 |                 |                 |  |  |              |               |              |
|  |                       |                       | Richard Morton        |                |       |                 |                 |                 |  |  |              |               |              |
|  | 2                     | Richard Morton        |                       |                |       |                 |                 |                 |  |  |              |               |              |
|  | 2                     | Richard Morton        |                       |                |       |                 |                 |                 |  |  |              |               |              |
|  | 7                     | Johnny Rich           |                       |                |       |                 |                 |                 |  |  |              |               |              |

### 1992
Il main event dello show fu molto pubblicizzato all'epoca in quanto sarebbe stato il debutto in un ppv targato WCW di Jake "The Snake" Roberts; la compagnia, con Ric Flair sotto contratto con la WWF, puntò decisamente sul carismatico Jake come nuovo top heel della federazione da contrapporre al favorito del pubblico Sting. L'incontro, tuttavia, un Coal Miner's Glove match (la stipulazione del match era stata decisa per sorteggio), fu uno dei peggiori in assoluto mai disputati in WCW e ricevette delle recensioni pessime sia dagli addetti ai lavori che dai fan. Poco tempo dopo Roberts lasciò la federazione senza aver vinto nessun titolo importante.
| N.         | Risultati | Stipulazione                                                                                                   | Durata |
| ---------- | --- | --- | ------ |
| Dark Match | Erik Watts e Van Hammer sconfiggono The Vegas Connection (Vinnie Vegas e Diamond Dallas Page)                 | Tag team Match                                                                                                 | 12:00  |
| 1          | Tom Zenk, Johnny Gunn & Shane Douglas sconfiggono Arn Anderson, Michael Hayes & Bobby Eaton                   | Tag team match                                                                                                 | 11:02  |
| 2          | Ricky Steamboat sconfigge Brian Pillman                                                                       | Single match                                                                                                   | 10:25  |
| 3          | Big Van Vader sconfigge Nikita Koloff                                                                         | No Disqualification match per il titolo WCW United States Heavyweight Championship                             | 11:35  |
| 4          | Barry Windham & Dustin Rhodes pareggiano contro "Dr. Death" Steve Williams & Steve Austin per limite di tempo | Tag team match per i titoli NWA World Tag Team Championship e WCW World Tag Team Championship                  | 30:00  |
| 5          | Rick Rude (con Madusa) sconfigge Masahiro Chono (con Hiro Matsuda) per squalifica                             | Single match per l'NWA World Heavyweight Championship (con Harley Race & Kensuke Sasaki come arbitri speciali) | 22:23  |
| 6          | Ron Simmons (con Teddy Long) sconfigge The Barbarian (con Cactus Jack)                                        | Single match per il titolo WCW World Heavyweight Championship                                                  | 12:41  |
| 7          | Sting sconfigge Jake Roberts                                                                                  | Coal Miner's Glove Match                                                                                       | 10:34  |

### 1993
Il main event dello show fu l'incontro che vide Vader e Cactus Jack affrontarsi nel match Spin the Wheel, Make the Deal (dove la stipulazione dello stesso veniva deciso dalla sorte girando una ruota). La tipologia scelta fu il Texas death match, nel quale dopo lo schienamento il perdente non sarebbe stato in grado di alzarsi dopo un conteggio di 10. Anche se Vader era detentore del WCW World Heavyweight Championship, il titolo non era in palio. Dopo vari atterramenti, Harley Race attaccò Jack con una pistola stordente mentre l'arbitro voltava le spalle, consentendo a Vader di ottenere la vittoria.
| N. | Risultati | Stipulazione                                                                | Durata |
| -- | --- | --------------------------------------------------------------------------- | ------ |
| 1  | Ice Train, Charlie Norris e The Shockmaster sconfiggono Harlem Heat (Kole & Kane) e The Equalizer                             | Tag team Match                                                              | 09:45  |
| 2  | Paul Orndorff (con The Assassin) sconfigge Ricky Steamboat per conteggio fuori dal ring                                       | Single match (Orndorff sostituì l'infortunato Yoshi Kwan)                   | 18:35  |
| 3  | Lord Steven Regal (c) pareggiò con Davey Boy Smith per limite di tempo massimo                                                | Single match per il WCW World Television Championship                       | 15:00  |
| 4  | Dustin Rhodes (c) sconfigge Steve Austin                                                                                      | Single match per il titolo WCW United States Heavyweight Championship       | 14:23  |
| 5  | The Nasty Boys (Brian Knobbs & Jerry Sags) (con Missy Hyatt) sconfiggono Marcus Bagwell & 2 Cold Scorpio (c) (con Teddy Long) | Tag team match per i titoli WCW World Tag Team Championship                 | 14:38  |
| 6  | Sting sconfigge Sid Vicious                                                                                                   | Single match                                                                | 10:41  |
| 7  | Rick Rude (c) sconfigge Ric Flair (con Terry Taylor come arbitro speciale) per squalifica                                     | Single match per il titolo WCW International World Heavyweight Championship | 19:22  |
| 8  | Vader (con Harley Race) sconfigge Cactus Jack                                                                                 | Texas Death Match                                                           | 15:59  |

### 1994
- Booker T sconfigge Brian Armstrong
  - Booker schiena Armstrong.
  - Originariamente, il match doveva essere un incontro di coppia tra Harlem Heat e The Armstrongs, ma Brad Armstrong ebbe un grave problema famigliare e non partecipò all'evento.
- Il WCW World Television Champion Johnny B. Badd pareggiò con The Honky Tonk Man per limite di tempo massimo (10:00)
  - Badd mantenne il titolo.
- I Pretty Wonderful (Paul Orndorff & Paul Roma) sconfiggono Stars 'N' Stripes (The Patriot & Marcus Alexander Bagwell) vincendo i titoli WCW World Tag Team Championship (13:47)
  - Orndorff schiena Bagwell.
- Dave Sullivan sconfigge Kevin Sullivan per count-out (5:17)
- Dustin Rhodes sconfigge Arn Anderson (con Col. Robert Parker e Meng) (9:50)
  - Rhodes schiena Anderson con un roll-up.
- Jim Duggan sconfigge Steve Austin per squalifica mantenendo il titolo WCW United States Heavyweight Championship (8:02)
  - Austin venne squalificato per aver gettato Duggan fuori dal ring sopra la terza corda.
- Vader (con Harley Race) sconfigge The Guardian Angel (8:17)
  - Vader schiena The Angel.
- The Nasty Boys (Brian Knobbs & Jerry Sags) sconfiggono Terry Funk & Bunkhouse Buck (con Col. Robert Parker e Meng) (7:56)
  - Knobbs schiena Funk.
- Hulk Hogan (con Jimmy Hart) sconfigge Ric Flair (con Sensuous Sherri) (con Mr. T come arbitro speciale) in uno Steel Cage Match "carriera vs. carriera" difendendo il titolo WCW World Heavyweight Championship (19:25)
  - Hogan schiena Flair dopo un leg drop.
  - Data la stipulazione speciale del match, Flair fu costretto a ritirarsi.
  - Dopo il match, Hogan venne attaccato da un wrestler mascherato che lo perseguitava da mesi. Hogan riuscì a smascherare l'uomo che si rivelò essere Brother Bruti.

### 1995
- Eddie Guerrero sconfigge Disco Inferno (3:21)
  - Guerrero schiena Inferno.
- Paul Orndorff sconfigge The Renegade (1:22)
  - Orndorff schiena Renegade dopo due piledriver.
- Chris Benoit & Dean Malenko sconfiggono The Blue Bloods (Lord Steven Regal & Earl Robert Eaton) (8:41)
  - Benoit schiena Regal.
- Sgt. Craig Pittman sconfigge VK Wallstreet (3:37)
  - Pittman schiena Wallstreet grazie ad una interferenza di Hacksaw Jim Duggan.
  - L'intervento di Duggan venne a seguito della precedente interferenza da parte di Big Bubba Rogers che aveva colpito Pittman.
- Johnny B. Badd sconfigge Diamond Dallas Page (con Diamond Doll e Max Muscle) aggiudicandosi il titolo WCW World Television Championship (17:01)
  - Badd schiena Page dopo che Muscle aveva accidentalmente colpito Page con un braccio teso.
  - Dopo l'entrata di Page sul ring, un falso Johnny B. Badd apparve all'entrata (impersonato da Joey Maggs) per distrarre Page e permettere al vero Badd di attaccare alle spalle Page.
- Randy Savage sconfigge The Zodiac (1:30)
  - Savage schiena Zodiac dopo un Flying Elbow.
  - Zodiac sostituiva Kamala, che aveva lasciato la WCW.
- Kurasawa (con Col. Robert Parker) sconfigge Road Warrior Hawk (3:15)
  - Kurasawa schiena illegalmente Hawk poggiando i piedi sulle corde.
- Sabu (con The Sheik) sconfigge Mr. JL (3:25)
  - Sabu schiena JL.
  - Immediatamente dopo lo schienamento, Sheik tura una palla di fuoco in faccia all'esanime JL.
- Lex Luger sconfigge Meng per squalifica (13:14)
  - Meng viene squalificato a causa di una interferenza nel match da parte di The Taskmaster.
- Sting & Ric Flair sconfiggono Brian Pillman & Arn Anderson per squalifica (17:09)
  - Pillman e Anderson furono squalificati quando Flair tradì Sting.
- Hulk Hogan sconfigge The Giant in un Sumo Monster Truck Match
  - Il match si svolse sul tetto della Cobo Hall Arena. Anche se presentato come in diretta, l'incontro era stato precedentemente registrato la sera precedente per ragioni di sicurezza.
  - Dopo il match, tra Hogan e The Giant scoppiò una rissa, risultante nella caduta di The Giant dal tetto dell'edificio (kayfabe).
- Randy Savage sconfigge Lex Luger (5:23)
  - Savage schiena Luger dopo un Flying Elbow.
- The Giant (con The Taskmaster) sconfigge Hulk Hogan (con Jimmy Hart) per squalifica e vince il titolo WCW World Heavyweight Championship (14:30)
  - Hogan venne squalificato perché Hart aveva colpito l'arbitro con la cintura di campione WCW World Heavyweight Championship.
  - Hart allora tradì Hogan colpendo anch'esso con la cintura e divenne manager del Dungeon of Doom.
  - Dopo il match The Yeti giunse sul ring ed assalì Hogan insieme a The Giant.
  - Randy Savage e Lex luger corsero sul ring per cercare di salvare Hogan dall'assalto.
  - Luger tradì Savage attaccandolo e poi imprigionò Hogan nella sua mossa di sottomissione "Torture Rack", unendosi al Dungeon of Doom.
  - The Giant prese la cintura di campione WCW dalle mani dell'arbitro e se ne andò con essa; in seguito Jimmy Hart rivelò che il match aveva una clausola speciale che permetteva il passaggio del titolo anche in caso di vittoria per squalifica, ma una settimana dopo a Nitro, The Giant venne privato del titolo, reso vacante e messo in palio nel corso di una 3 ring 60 men Battle Royal a WCW World War 3 1995, che venne vinta da Randy Savage.

### 1996
- Dark Match: Jim Powers sconfigge Pat Tanaka & Kirk Herbstreit.
  - Powers schiena Tanaka.
- Dark match: Psychosis & Juventud Guerrera sconfiggono Damien & Halloween
  - Guerrera schiena Damien.
- Dean Malenko sconfigge Rey Misterio Jr. aggiudicandosi il titolo WCW Cruiserweight Championship (18:32)
  - Malenko schiena Misterio dopo una powerbomb dalla terza corda.
- Diamond Dallas Page sconfigge Eddy Guerrero (13:44)
  - Page schiena Guerrero.
- The Giant sconfigge Jeff Jarrett per squalifica
  - Jarrett viene squalificato quando Ric Flair colpisce The Giant con un low blow.
- Syxx sconfigge Chris Jericho (9:49)
  - Syxx schiena Jericho.
- Lex Luger sconfigge Arn Anderson (12:22)
  - Luger costringe Anderson a cedere per dolore.
- Steve McMichael & Chris Benoit (con Woman e Debra McMichael) sconfiggono The Faces of Fear (Meng & The Barbarian) (9:23)
  - Benoit schiena Meng.
- The Outsiders (Kevin Nash & Scott Hall) sconfiggono Harlem Heat (Booker T & Stevie Ray) (con Sister Sherri e Col. Robert Parker) vincendo il WCW World Tag Team Championship (13:07)
  - Hall schiena Stevie Ray dopo che Nash lo ha colpito due volte con il bastone di Parker senza farsi vedere dall'arbitro.
- Hollywood Hogan sconfigge Randy Savage mantenendo il titolo WCW World Heavyweight Championship (17:37)
  - Hogan schiena Savage dopo che The Giant aveva eseguito una chokeslam su Savage; quindi The Giant posizionò un esanime Hogan sopra Savage per lo schienamento finale.
  - Durante il match, Miss Elizabeth interferì in favore di Savage.
  - Conclusosi l'incontro, Roddy Piper fece il suo debutto in WCW sfidando Hogan.

### 1997
Nel main event della serata, Roddy Piper sconfisse Hollywood Hogan in uno Steel Cage Match. Piper vinse imprigionando Hogan nella sua Sleeper hold. Dopo la fine dell'incontro, Randy Savage interferì nel match scalando la gabbia ed attaccando Piper insieme a Hogan. Piper venne ammanettato alla gabbia. Un fan esagitato con sul viso una maschera da Sting, entrò nella gabbia nelle fasi post-match e venne malmenato da Hogan e Savage prima che lo show venisse bruscamente interrotto.
| N. | Risultati                                                       | Stipulazione                                                         | Durata |
| -- | --------------------------------------------------------------- | -------------------------------------------------------------------- | ------ |
| 1  | Yūji Nagata (con Sonny Onoo) sconfigge Último Dragón            | Single match                                                         | 09:42  |
| 2  | Chris Jericho sconfigge Gedo per sottomissione                  | Single match                                                         | 07:18  |
| 3  | Rey Misterio Jr. sconfigge Eddy Guerrero (c)                    | Mask versus Title match per il titolo WCW Cruiserweight Championship | 13:51  |
| 4  | Alex Wright (con Debra) sconfigge Steve McMichael               | Single match                                                         | 06:31  |
| 5  | Jacqueline sconfigge Disco Inferno                              | Single match                                                         | 09:39  |
| 6  | Curt Hennig (c) sconfigge Ric Flair per squalifica              | Single match per il WCW United States Heavyweight Championship       | 13:57  |
| 7  | Lex Luger sconfigge Scott Hall (con Syxx) per sottomissione     | Single match con Larry Zbyszko come arbitro speciale                 | 13:02  |
| 8  | Randy Savage (con Miss Elizabeth) sconfigge Diamond Dallas Page | Las Vegas Sudden Death Match                                         | 18:07  |
| 9  | Roddy Piper sconfigge Hollywood Hogan per sottomissione         | Steel Cage Match                                                     | 13:37  |

### 1998
L'edizione del 1998 è famigerata per aver compreso l'atteso rematch di WrestleMania VI tra Hulk Hogan e Ultimate Warrior. In WWF, Warrior aveva sconfitto Hogan strappandogli la cintura di campione WWF Championship (e contemporaneamente mantenendo il titolo WWF Intercontinental Championship). Riflettendo sul grande successo che aveva avuto l'incontro, l'allora presidente della WCW Eric Bischoff pensò di riproporre la contesa. Purtroppo il rematch non fu di alto livello, tanto che lo stesso Bischoff dichiarò a posteriori: «Sono d'accordo con i critici, che il match tra Hulk Hogan e Ultimate Warrior del 1998 a Halloween Havoc fu uno dei peggiori incontri della storia... ». Lo storico annunciatore WWF/E Gene Okerlund, all'epoca dipendente della WCW, descrisse il match come "orribile" e "un vero disastro".
| N.         | Risultati                                                             | Stipulazione                                                          | Durata |
| ---------- | --------------------------------------------------------------------- | --------------------------------------------------------------------- | ------ |
| 1          | Chris Jericho (c) sconfigge Raven                                     | Single match per il WCW World Television Championship                 | 07:49  |
| Dark match | Wrath sconfigge Meng                                                  | Single match                                                          | 04:23  |
| 2          | Disco Inferno sconfigge Juventud Guerrera                             | Single match                                                          | 09:39  |
| Dark match | Alex Wright sconfigge Fit Finlay                                      | Single match                                                          | 05:09  |
| Dark match | Perry Saturn sconfigge Lodi                                           | Single match                                                          | 03:50  |
| 3          | Billy Kidman (c) sconfigge Disco Inferno                              | Single match per il titolo WCW Cruiserweight Championship             | 10:49  |
| 4          | Rick Steiner & Buff Bagwell sconfiggono The Giant e Scott Steiner (c) | Tag team match per il titolo WCW World Tag Team Championship          | 08:24  |
| 5          | Rick Steiner sconfigge Scott Steiner                                  | Single match                                                          | 05:10  |
| 6          | Scott Hall sconfigge Kevin Nash per conteggio fuori dal ring          | Single match                                                          | 14:19  |
| 7          | Bret Hart (c) sconfigge Sting per knockout tecnico                    | Single match per il titolo WCW United States Heavyweight Championship | 15:03  |
| 8          | Hollywood Hogan sconfigge The Warrior                                 | Single match                                                          | 14:18  |
| 9          | Goldberg (c) sconfigge Diamond Dallas Page                            | Single match per il titolo WCW World Heavyweight Championship         | 10:29  |

### 1999
- Disco Inferno sconfigge Lash LeRoux e mantiene il titolo WCW Cruiserweight Championship (7:35)
  - Inferno schiena LeRoux.
- Harlem Heat (Booker T & Stevie Ray) sconfiggono Filthy Animals (Billy Kidman & Konnan) e The First Family (Brian Knobbs e Hugh Morrus) (con Jimmy Hart) in un Triple Threat Match Street Fight e vincono il vacante WCW World Tag Team Championship (5:02)
  - Booker e Ray schienano Knobbs dopo averlo colpito con una mummia di plastica.
- Eddy Guerrero sconfigge Perry Saturn per squalifica (11:12)
  - Saturn viene squalificato quando arriva Ric Flair e attacca Guerrero.
- Brad Armstrong sconfigge Berlyn (con The Wall) (4:23)
  - Armstrong schiena Berlyn dopo un reverse neckbreaker.
- Rick Steiner sconfigge Chris Benoit e vince il titolo WCW World Television Championship (12:50)
  - Steiner schiena Benoit quando Dean Malenko colpisce Benoit con una sedia di ferro.
- The Total Package (con Elizabeth) sconfigge Bret Hart (7:46)
  - Package costrinse Hart a cedere per dolore.
- Sting sconfigge Hulk Hogan e mantiene il titolo WCW World Heavyweight Championship (0:03)
  - Hogan si sdraia sul ring e si lascia volutamente schienare da Sting.
- Goldberg sconfigge Sid Vicious per knockout tecnico aggiudicandosi il titolo WCW United States Heavyweight Championship (7:11)
  - L'arbitro Mickey Jay ferma il match e dichiara Sid impossibilitato a continuare l'incontro causa eccessivo sanguinamento.
- Diamond Dallas Page (con Kimberly Page) sconfigge Ric Flair in uno Strap Match (12:49)
  - Page schiena Flair.
- Goldberg sconfigge il WCW World Heavyweight Champion Sting in un match fuori programma non in cartellone (3:08)
  - Goldberg schiena Sting.
  - Anche se non si trattava di un match ufficiale per il titolo, a Goldberg venne comunque riconosciuta la vittoria della cintura.
  - La sera seguente a Nitro, Sting dichiarò di non avere mai acconsentito alla difesa del titolo e chiamò sul ring James J. Dillon per spiegare le sue ragioni.
  - Dillon allora annunciò che il titolo sarebbe stato reso vacante a causa dell'aggressione di Sting ai danni dell'arbitro Charles Robinson durante il match non sanzionato con Goldberg ed annunciò l'istituzione di un torneo per l'assegnazione dello stesso.

### 2000
- The Natural Born Thrillers (Mark Jindrak & Sean O'Haire) sconfiggono The Filthy Animals (Billy Kidman & Rey Mysterio Jr.) (con Konnan) e The Boogie Knights (Disco Inferno e Alex Wright) in un Triangle match e mantengono il titolo WCW World Tag Team Championship (10:06)
  - O'Haire schiena Disco Inferno dopo una Seanton Bomb.
- Reno sconfigge Sgt. AWOL e mantiene il titolo WCW Hardcore Championship (10:50)
- The Misfits In Action (Lt. Loco & Cpl. Cajun) sconfiggono The Perfect Event (Shawn Stasiak & Chuck Palumbo) (9:23)
  - Loco schiena Stasiak dopo un Tornado DDT.
- The Filthy Animals (Konnan & Tygress) sconfiggono Shane Douglas & Torrie Wilson (8:38)
  - Konnan schiena Douglas.
- Buff Bagwell sconfigge David Flair in un First Blood DNA match (5:37)
  - Bagwell vince facendo sanguinare Flair dopo averlo colpito con una sedia.
- Mike Sanders (con Shawn Stasiak e Chuck Palumbo) sconfigge Ernest Miller (con Ms. Jones) per conteggio fuori dal ring in un match di kickboxing (3º round 2:00)
  - Miller venne contato fuori mentre si stava azzuffando con Shane Douglas, Sanders divenne il nuovo Commissioner della WCW.
- Mike Awesome sconfigge Vampiro (9:49)
  - Awesome schiena Vampiro.
- General Rection sconfigge Lance Storm (c) e Jim Duggan (con Major Gunns) in un Handicap Match vincendo il titolo WCW United States Heavyweight Championship (10:07)
- Jeff Jarrett sconfigge Sting (14:38)
  - Jarrett schiena Sting dopo averlo colpito con la sua chitarra (e dopo molte interferenze a suo favore da parte di vari "falsi" Sting).
- Booker T sconfigge Scott Steiner (con Midajah) per squalifica mantenendo il titolo WCW World Heavyweight Championship (13:26)
- Goldberg sconfigge KroniK (Brian Adams & Bryan Clark) in un Handicap Match ad eliminazione (3:35)
  - Goldberg schiena Clark dopo una Spear attraverso un tavolo (2:25)
  - Goldberg schiena Adams dopo una Jackhammer (3:35)